# بثينة كاظم
بثينة كاظم، كاتبة وسينمائية إماراتية. هي مؤسسة سينما عقيل التي تعد منصة للسينما المستقلة. نالت على عدة جوائز ومنح من مؤسسات محلية ودولية منها منحة فولبرايت الأميركية.

## السيرة الذاتية
بثينة حامد كاظم هي كاتبة وسينمائية إماراتية. تحصلت على شهادة ماجستير في الإعلام والثقافة والتواصل من جامعة نيويورك، وشهادة بكالوريوس مع مرتبة الشرف في التواصل البصري من جامعة يورك. اسست سينما عقيل، التي تعد منصة للسينما المستقلة. تخرجت ضمن برنامج «فولبرايت» في جامعة نيويورك، وتخصصّت في الإعلام والثقافة والاتصال، كما عملت مديرة للمشاريع في عدّة محطات تلفزيونية وإذاعية بالإمارات.

## مشروع سينما عقيل
راود بثينة كاظم حلماً مشروعاً منذ زمن، تمثل في سينما مستقلة بديلة، تعالج النقص في المساحات والقنوات ودور السينما التجارية التي تركز في عروضها على الأفلام المستقلة البديلة والكلاسيكية التي تحتفي بالفن السينمائي العالمي، فكان لحلمها التحقق على أرض الواقع عبر تدشين سينما عقيل في منطقة القوز بدبي، متسلحة بالصبر والعزيمة والإصرار والمثابرة. وبالشراكة مع مشعل القرقاوي، أسست كاظم مشروع سينما عقيل، وهي المديرة العامة فيه. وتسعى كاظم لإيجاد دار عرض تقدم الأفلام المستقلة من حول العالم إلى الجمهور في دبي. وقالت كاظم إن فكرة تأسيس سينما عقيل أخذت فترة طويلة كي تنفذ ومرت بمراحل مختلفة، وتمثلت الخطوة الأولى في إقامة عروض سينمائية متنقلة رحالة، عبر التعاون مع الفعاليات والأحداث الثقافية والفنية في الدولة، إلى جانب المراكز الفنية وفعاليات مهرجان دبي للتسوق. وتقول: "بدأنا سينما عقيل، عام 2014، وكان عدد مقاعدها لا يتعدى 40 شخصاً، أما الآن فتنتقل بين إمارات أبوظبي ودبي والشارقة، لإتاحة الفرصة لجمهور أكثر لمشاهدة الأفلام المستقلة في الهواء الطلق، في أكثر من 60 سينما مؤقتة ومتنقلة." أما المرحلة الثانية فبدأت عام 2017 عبر شراكة مع حي السركال أفنيو للفنون في دبي، والتي قدمت بدورها مقراً لإقامة عروض سينما عقيل، وبالفعل بدأت العروض على مدار 3 شهور في الصيف، وتمثلت المرحلة الثالثة في الحصول على الموافقات والدعم بالتعاون مع السركال أفنيو لتحتفل سينما عقيل بافتتاح أول مقر دائم لها عام 2018. وحول اختيارها اسم عقيل الذي أطلقته على مشروعها السينمائي، أكدت كاظم أنها اختارت هذا الاسم الافتراضي لتجسيد السمات التي يتسم بها المشاهد المتردد على المكان، وهو اسم عربي عريق مشتق من كلمة العقل والحكمة."

## الإنتاج السينمائي
أنتجت كاظم الفيلم الوثائقي «رسائل إلى فلسطين» الذي حاز بجائزة لجنة التحكيم الخاصة خلال فعاليات مهرجان أبوظبي السينمائي عام 2010.

## الجوائز
تحصلت خلال حياتها المهنية على عدة جوائز ومنح من مؤسسات محلية ودولية، منها:
- منحة فولبرايت الأميركية.

- شاركت في لجنة تحكيم جائزة «آي إيميز» آسيا وإفريقيا.[1]

- كما نالت بثينة درجة بكالوريوس الآداب الفخرية في التصميم من جامعة يورك وكلية شيريدان في تورنتو، إلى جانب الماجستير في الإعلام والتواصل من كلية ستينهاردت للثقافة والتعليم والتنمية البشرية في جامعة نيويورك، وتخصّصت في دراسات التواصل الثقافي والعولمة.[1]